# Площадь Балтийских Юнг
Площадь Балти́йских Юнг — расположена в Василеостровском районе Санкт-Петербурга на острове Декабристов.
К площади сходятся Железноводская улица, Проспект КИМа и переулок Каховского.

## Наименование
Современное название площадь Балтийских юнг получила 27 февраля 1989 года, в честь юнг Балтийского флота, принимавших участие в обороне Ленинграда в годы Великой Отечественной войны.

## История
В 1898 году этот участок приобрело общество «Новый Петербург» и уже через два года построило на этом участке два доходных дома. Однако из-за технических трудностей того времени дальнейшее освоение остановилось на 10 лет.
Современная площадь образована в начале XX века в соответствии с проектом «Нового Петербурга», разработанного в 1911—1913 годах архитектором И. А. Фоминым при участии архитектора Ф. И. Лидваля. Согласно проекту, площадь должна была стать композиционным центром, от которой предполагалось проложить три лучевые магистрали. Но Первая мировая война и революция помешали планам реализации проекта, вследствие чего в жизнь воплощена лишь его часть.

## Достопримечательности

### Эко-Лофт «More Place» (проспект КИМа, дом 6,Железноводская улица, дом 38)
ППО «Сигнал». Конструкторское бюро или Эко-Лофт «More Place» В этом четырёхэтажном здании размещается творческое пространство, объединяющее на своей территории театр, киностудии, мастерские, дизайн-студии, эко-проекты, образовательные и спортивные студии.

### Доходный дом акционерного общества «Новый Петербург» (переулок Каховского, дом 2, Железноводская улица, дом 19)
Доходный дом акционерного общества «Новый Петербург» или Школа или РГПУ имени А.И. Герцена. Факультет музыки. Пятиэтажное здание построено в 1912—1914 годах по проекту архитекторов И.А.Фомина, М.И. Рославлева и Э.Я. Штальберга, в числе  немногих, которым суждено было стать воплощением идеи «Нового Петербурга». В 1927 году здание перестроили приспособив под школу. Сейчас здесь размещается Факультет музыки РГПУ им. А. И. Герцена.

### Городская морская школаРОСТО(переулок Каховского, дом 1,проспект КИМа, дом 22)
Городская морская школа РОСТО или Здание Совета Межрегиональной СПб и Лен. обл. организации РОСТО. Здание построено в 1982 году по проекту архитектора П.М. Харитонова.

### Доходный дом акционерного общества «Новый Петербург» (Железноводская улица, дом 19, проспект КИМа, дом 7,переулок Декабристов, дом 14)
Доходный дом акционерного общества «Новый Петербург» построен в стиле неоклассицизм в 1912—1914 годах по проекту архитекторов Ф.И. Лидваль, А.М. Литвиненко, Э.И. Кох. Декорировано каннелированными пилястрами большого ордера и плоскостным графическим орнаментом почти не выделяющемся на однотонных плоскостях фасада.

### Доходный дом акционерного общества «Новый Петербург» (Железноводская улица, дом 34, проспект КИМа, дом 5, переулок Декабристов, дом 12)
Доходный дом акционерного общества «Новый Петербург» построен в стиле неоклассицизм в 1912—1914 годах по проекту архитекторов Ф.И. Лидваль, А.М. Литвиненко, Э.И. Кох. До недавних пор здесь находился Противотуберкулезный диспансер № 2 Василеостровского района.

### Памятник Юнгам Балтики
Памятник «Юнгам Балтики» установлен на площади в 1999 году по проекту архитектора В.Л. Спиридонова, скульптора Л.Ю. Эйдлина, художника В.Г. Пассарара. Скульптурная композиция выполнена из бронзы, а постамент из серого гранита. Проект памятника был задумал и реализован силами Общества ветеранов-юнг дважды Краснознаменного Балтийского флота.

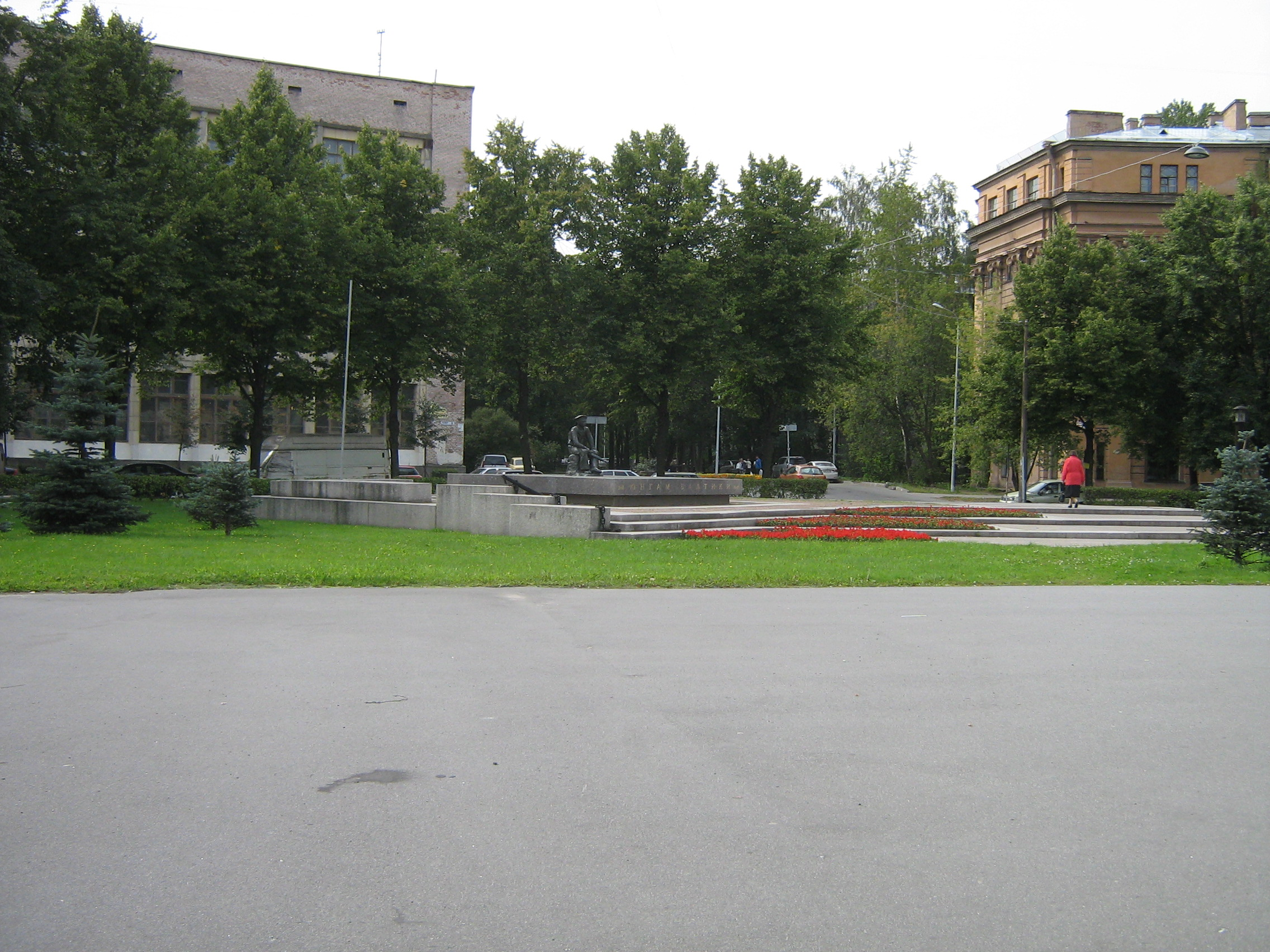
Слева — дом 38 по Железноводской улице, справа — дом 2 по переулку Каховского
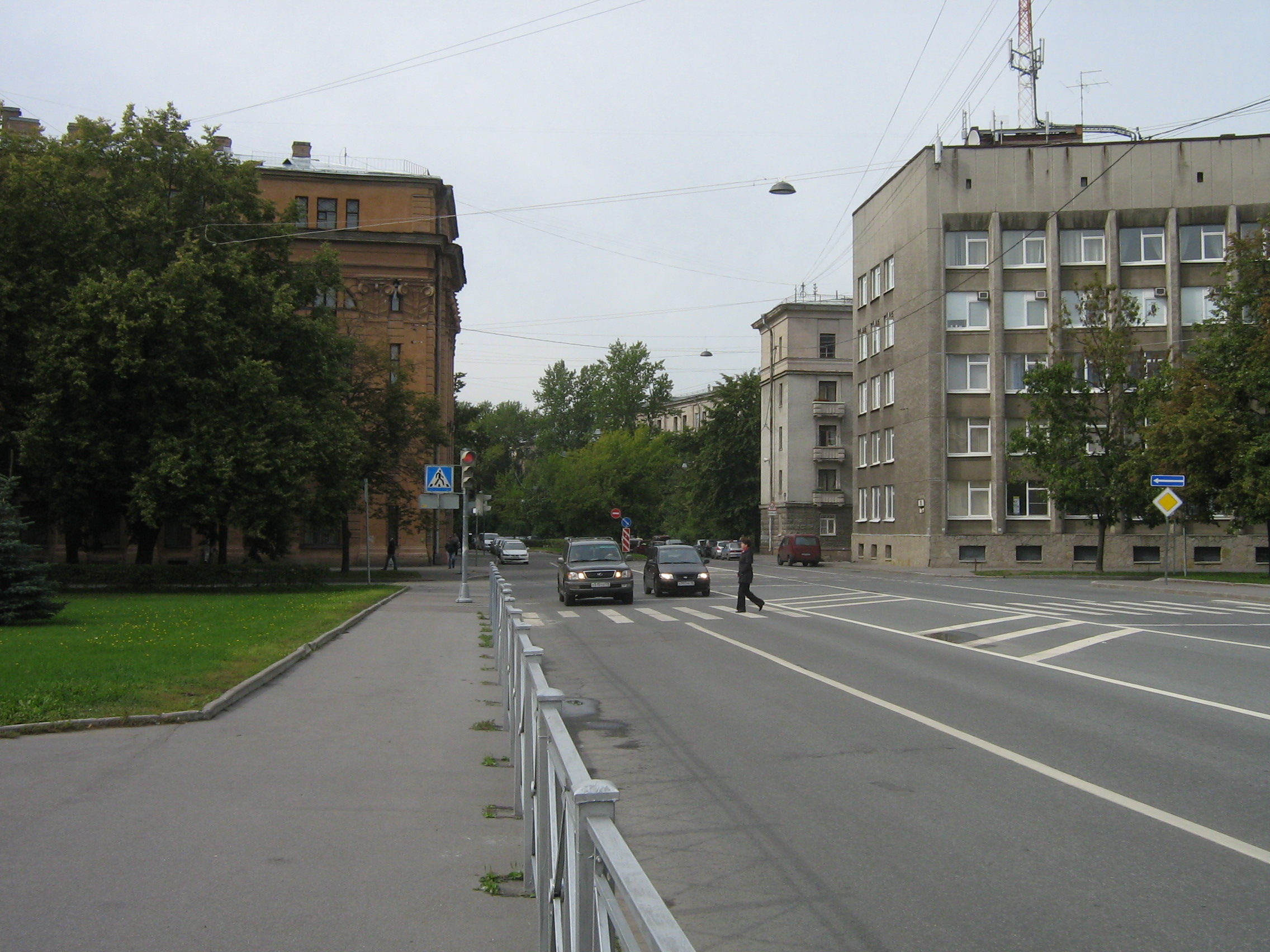
Слева — дом 2 по переулку Каховского, справа — дом 1 по переулку Каховского
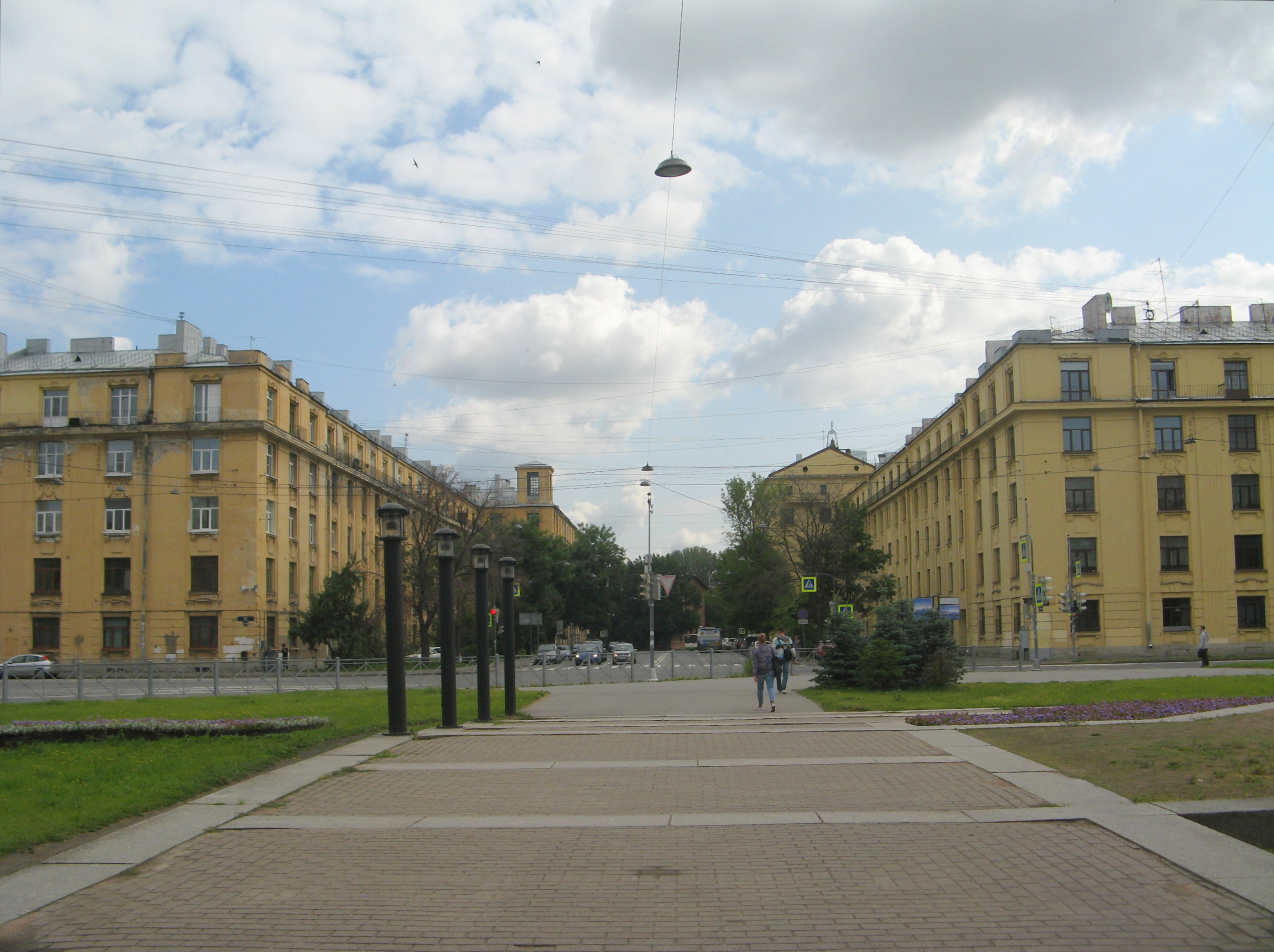
Дома 5 и 7 по проспекту КИМа
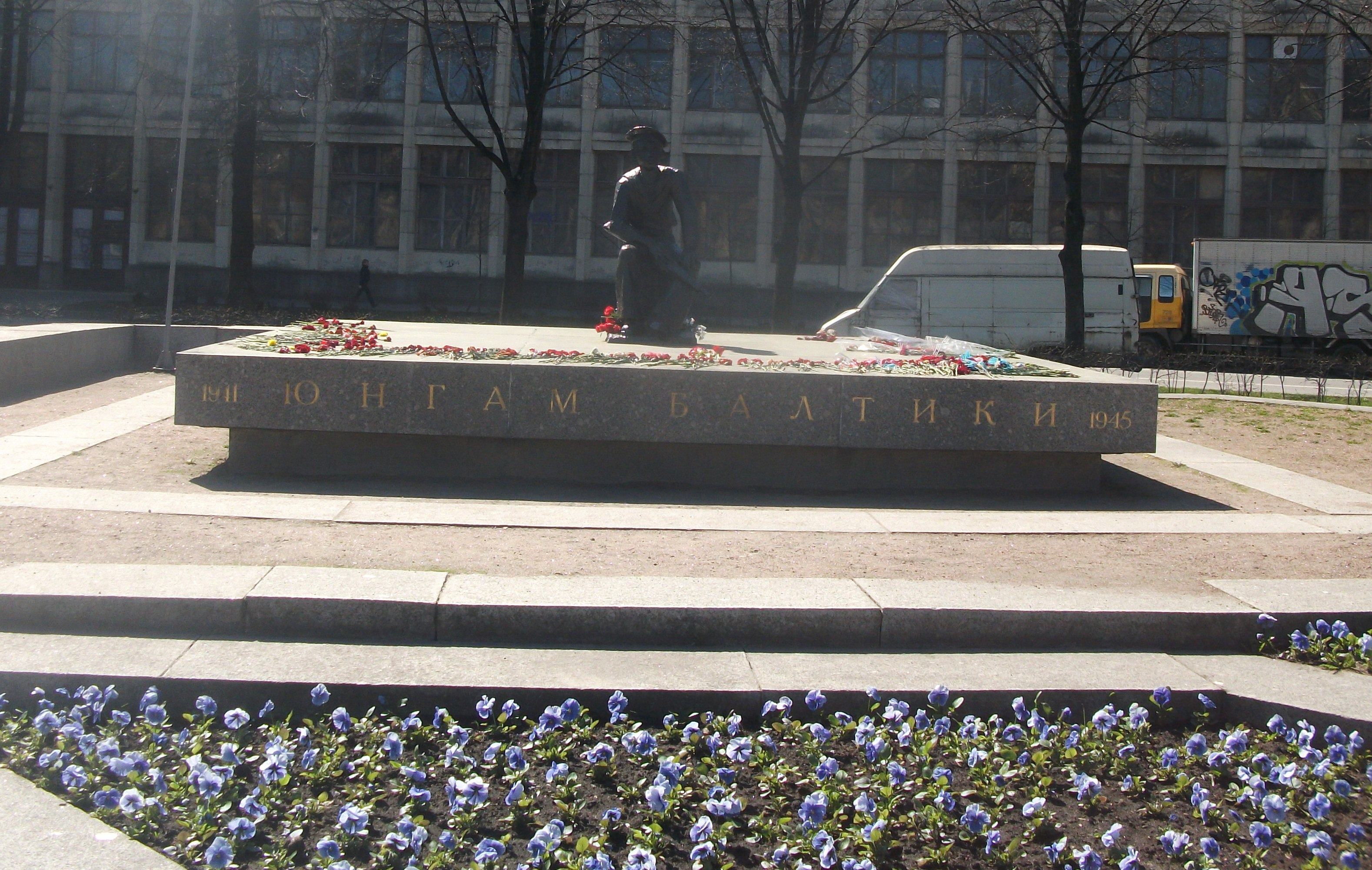
Памятник «Юнгам Балтики»

## Транспорт
Ближайшие станции метро к площади:  «Приморская» (пешком до площади 770 м),  «Василеостровская» (2,6 км).
Рядом с площадью есть остановка общественного транспорта «Железноводская улица»: автобус 128, 220